# شرکت صنایع پیشرفته سعودی
شرکت صنایع پیشرفته سعودی (انگلیسی: Saudi Advanced Industries Company) شرکت فناوری اطلاعات عربستانی است، که در سال ۱۹۸۷ تأسیس شد.